# Ruca (Côtes-d’Armor)
Ruca település Franciaországban, Côtes-d’Armor megyében. Lakosainak száma 596 fő (2022. január 1.). Ruca Hénanbihen, Pléboulle és Saint-Pôtan községekkel határos.

## Népesség
A település népessége az elmúlt években az alábbi módon változott:
| Lakosok száma | 637  | 578  | 544  | 495  | 586  | 593  | 609  | 600  | 596  | 596  |
|               | 1968 | 1982 | 1990 | 2006 | 2013 | 2015 | 2017 | 2019 | 2020 | 2022 |